# Мошково (Новосибірська область)
Мошково (рос. Мошково) — робітниче селище у Мошковському районі Новосибірської області Російської Федерації.
Входить до складу муніципального утворення робітниче селище Мошково. Населення становить 9509 осіб (2010).

## Історія
Згідно із законом від 2 червня 2004 року органом місцевого самоврядування є робітниче селище Мошково.

## Населення
| 1959    | 1970    | 1979  | 1989  | 2002    | 2007    | 2009  |
| ------- | ------- | ----- | ----- | ------- | ------- | ----- |
| 5601    | ↗5794   | ↗7088 | ↗9571 | ↗10 678 | ↘10 149 | ↘9579 |
| 2010    | 2012    | 2013  | 2014  | 2015    | 2016    | 2017  |
| ↗10 224 | ↘10 055 | ↘9864 | ↘9645 | ↘9496   | ↗9682   | ↗9856 |